# Sundasalangidae
I Sundasalangidae sono una famiglia di pesci ossei d'acqua dolce appartenente all'ordine Clupeiformes. Comprende il solo genere Sundasalanx.

## Distribuzione e habitat
Questa famiglia è endemica delle acque dolci del sud-est asiatico (Borneo e Thailandia meridionale).

## Descrizione
Sono pesci piccolissimi (misura massima 3 cm), trasparenti e privi di scaglie. Le pinne sono prive di raggi spinosi. La pinna dorsale e la pinna anale sono poste indietro sul corpo. Le pinne pettorali sono prive di raggi, le pinne ventrali ne hanno 5. La pinna adiposa è assente. C'è una sola narice per lato.

## Biologia
Poco nota.

## Specie
- Genere Sundasalanx
  - Sundasalanx malleti
  - Sundasalanx megalops
  - Sundasalanx mekongensis
  - Sundasalanx mesops
  - Sundasalanx microps
  - Sundasalanx platyrhynchus
  - Sundasalanx praecox[2]